# ۲۶ مارس
۲۶ مارس مصادف با ۶ فروردین در گاه شماری جلالی، و در تقویم گرگوری، هشتاد و پنجمین (در سال‌های کبیسه هشتاد و ششمین) روز سال است. ۲۸۰ روز تا پایان سال باقی است.

## زادروزها
- زرتشت
- ۱۹۰۳ - محمد العدنانی،  شاعر و زبان‌شناس فلسطینی.[۱]
- ۱۹۰۵ - ویکتور امیل فرانکل (به آلمانی: Viktor Frankl) ‏ (۱۹۰۵ - ۱۹۹۷) روان‌شناس اتریشی، پدیدآورندهٔ لوگوتراپی (معنا درمانی).
- ۱۹۱۱ - تنسی ویلیامز نمایشنامه‌نویس آمریکایی.
- ۱۹۱۲ – دانت جانلو، دوچرخه‌سوار اهل فرانسه (د. ۱۹۹۲)
- ۱۹۴۱ - ریچارد داوکینز زیست‌شناس بریتانیایی.
- ۱۹۷۲
- ۱۹۴۹ -  پاتریک زوسکیند، نویسنده
  - لزلی من، بازیگر آمریکایی
  - آرکادی دوورکوویچ، سیاستمدار اهل روسیه
- ۱۹۷۳ - تی آر نایت بازیگر آمریکایی
- ۱۹۷۶ - امی اسمارت بازیگر آمریکایی
- ۱۹۸۱ - جی شان خواننده انگلیسی
- ۱۹۸۵ - کیرا نایتلی بازیگر انگلیسی

## درگذشت‌ها
- ۱۰۹۱ - ولادة بنت مستکفی شاعربانوی عرب اندلسی
- ۱۸۲۷ - لودویگ فان بتهوون آهنگ‌ساز آلمانی.